# Нове Мястечко
Нове Мястечко (пол. Nowe Miasteczko, нім. Neustädtel)) — місто в західній Польщі, на річці Бяла Вода.
Належить до Новосольського повіту Любуського воєводства.

## Демографія
Демографічна структура станом на 31 березня 2011 року:
|          | Загалом | Допрацездатний вік | Працездатний вік | Постпрацездатний вік |
| -------- | ------- | ------------------ | ---------------- | -------------------- |
| Чоловіки | 1414    | 279                | 993              | 142                  |
| Жінки    | 1471    | 288                | 861              | 322                  |
| Разом    | 2885    | 567                | 1854             | 464                  |

## Відомі особистості
В поселенні народився:
- Ніколаус Беньямин Ріхтер (1910—1980) — німецький астроном.